# Mysta ctena
Mysta ctena är en ringmaskart som beskrevs av Kato, Pleijel och Shunsuke F. Mawatari 200. Mysta ctena ingår i släktet Mysta och familjen Phyllodocidae. Inga underarter finns listade i Catalogue of Life.